# Le Privé d'Hollywood

Le Privé d'Hollywood est une série de bande dessinée policière publiée dans l'hebdomadaire franco-belge Spirou de 1983 à 1990. Dessinée par Philippe Berthet et écrite par José-Louis Bocquet et François Rivière, elle rend hommage au polar et au film noir américains.

## Albums
- Le Privé d'Hollywood, Dupuis, coll. « Repérages » :

1. Le Privé d'Hollywood (1985)
2. Amerika (1986)
3. Retour de Flamme (1990)